# Mesolestes sermeti
Mesolestes sermeti es una especie de escarabajo de la familia Carabidae.

## Distribución geográfica
Es endémico de Sierra Nevada (España).